# Жаман-Жарколь
Жаман-Жарколь (каз. Жаман Жаркөл) — озеро в Фёдоровском районе Костанайской области Казахстана. Находится на юге поселка Федоровка.
По данным топографической съёмки 1943 года, площадь поверхности озера составляет 2,63 км². Наибольшая длина озера — 2,1 км, наибольшая ширина — 1,7 км. Длина береговой линии составляет 6,2 км, развитие береговой линии — 1,07. Озеро расположено на высоте 194,4 м над уровнем моря.
По данным обследования экспедицией ГГИ от 18 ноября 1955 года, площадь поверхности озера составляет 2,6 км². Максимальная глубина — 1,4 м, объём водной массы — 2,6 млн. м³, общая площадь водосбора — 75,8 км².